# Fırtına Deresi
Der Fırtına Deresi ist ein Fluss zum Schwarzen Meer in der nordtürkischen Provinz Rize.
Der Fırtına Deresi entsteht bei der Siedlung Yaylaköy am Nordhang des Ostpontischen Gebirges westlich des Kaçkar Dağı am Zusammenfluss mehrerer Bergbäche. Der Fluss fließt anfangs ein kurzes Stück nach Westen, wendet sich dann aber nach Norden und behält seinen Kurs bis zu seiner Mündung bei. Er passiert dabei den Ort Çamlıhemşin und mündet schließlich am westlichen Stadtrand von Ardeşen ins Schwarze Meer. Der Fluss hat eine Länge von 68 km.
Am Fırtına Deresi und dessen Zuflüssen existieren noch mehr als 20 gut erhaltene Steinbrücken aus der Ottomanischen Ära.
Der Fırtına Deresi ist ein bekannter Wildwasserfluss, auf dem auf einer Strecke von 23 km Rafting- und Kajaktouren angeboten werden. Der Schwierigkeitsgrad liegt zwischen III und V.
Das Gewässersystem des Fırtına Deresi gilt als der bedeutendste Laichplatz der Schwarzmeerforelle in der Türkei.